# Pnigomantis medioconstricta
Pnigomantis medioconstricta är en bönsyrseart som beskrevs av John Obadiah Westwood 1889. Pnigomantis medioconstricta ingår i släktet Pnigomantis och familjen Mantidae. Inga underarter finns listade i Catalogue of Life.

## Bildgalleri

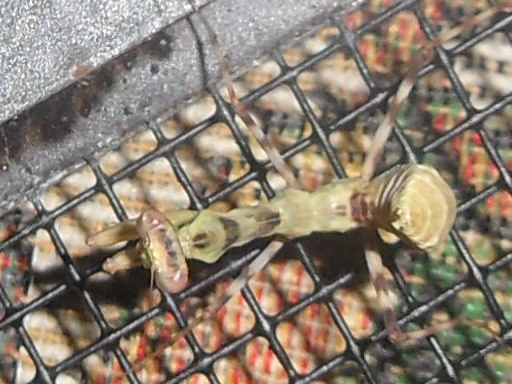
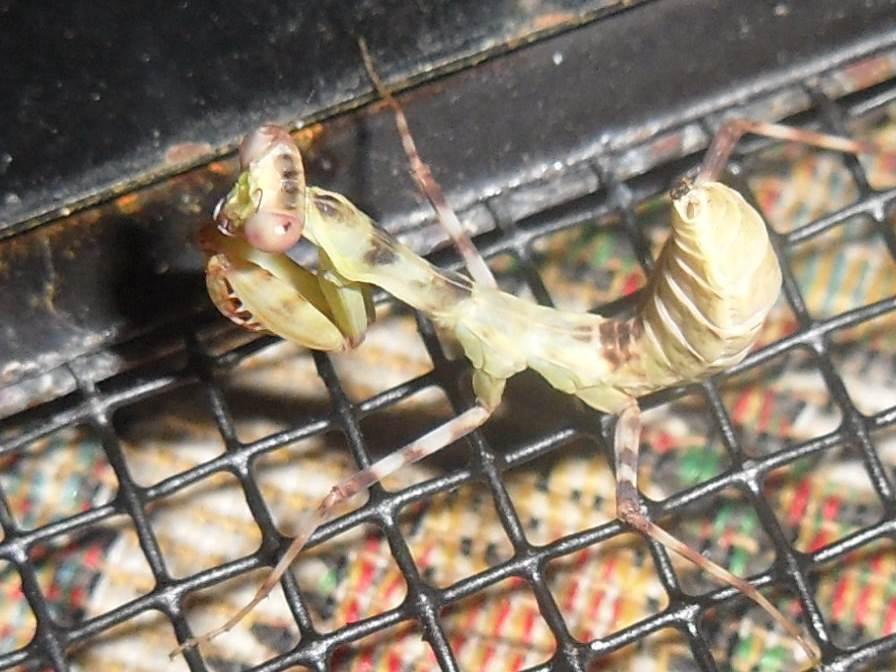
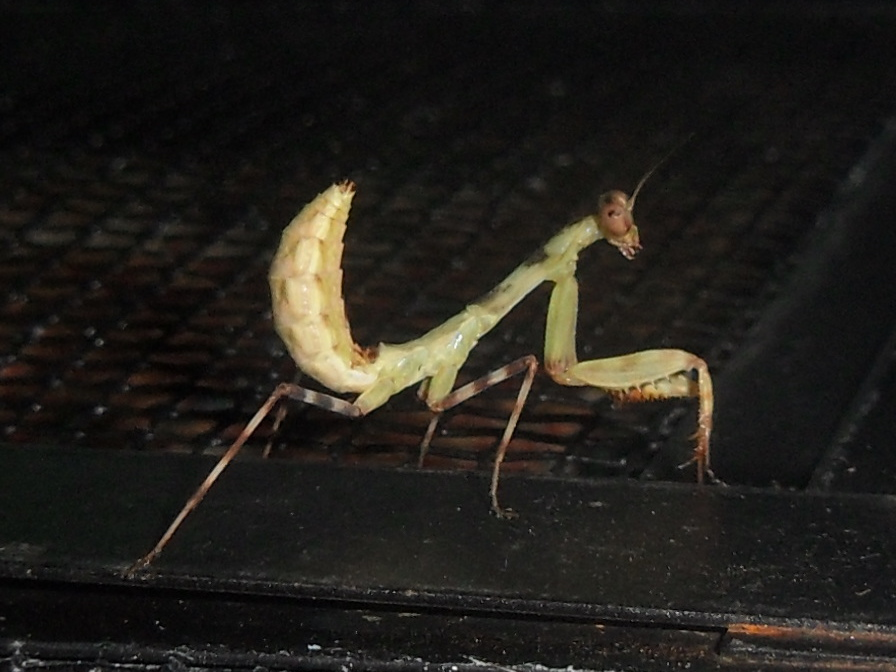
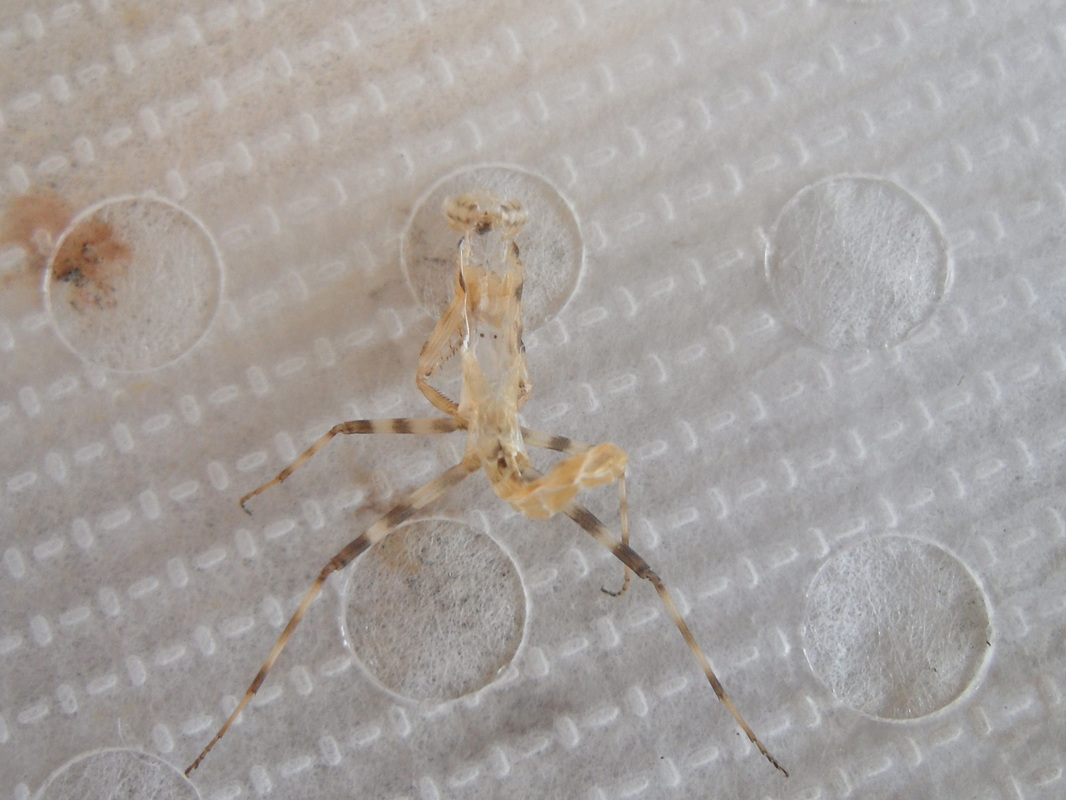
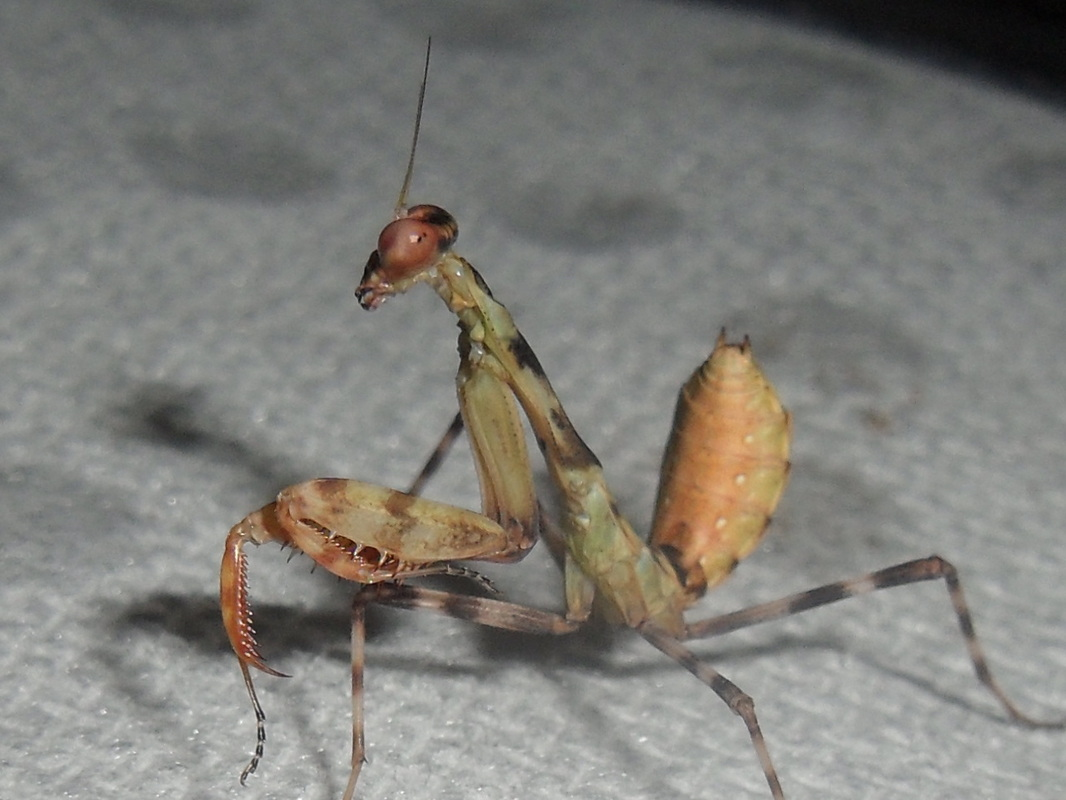
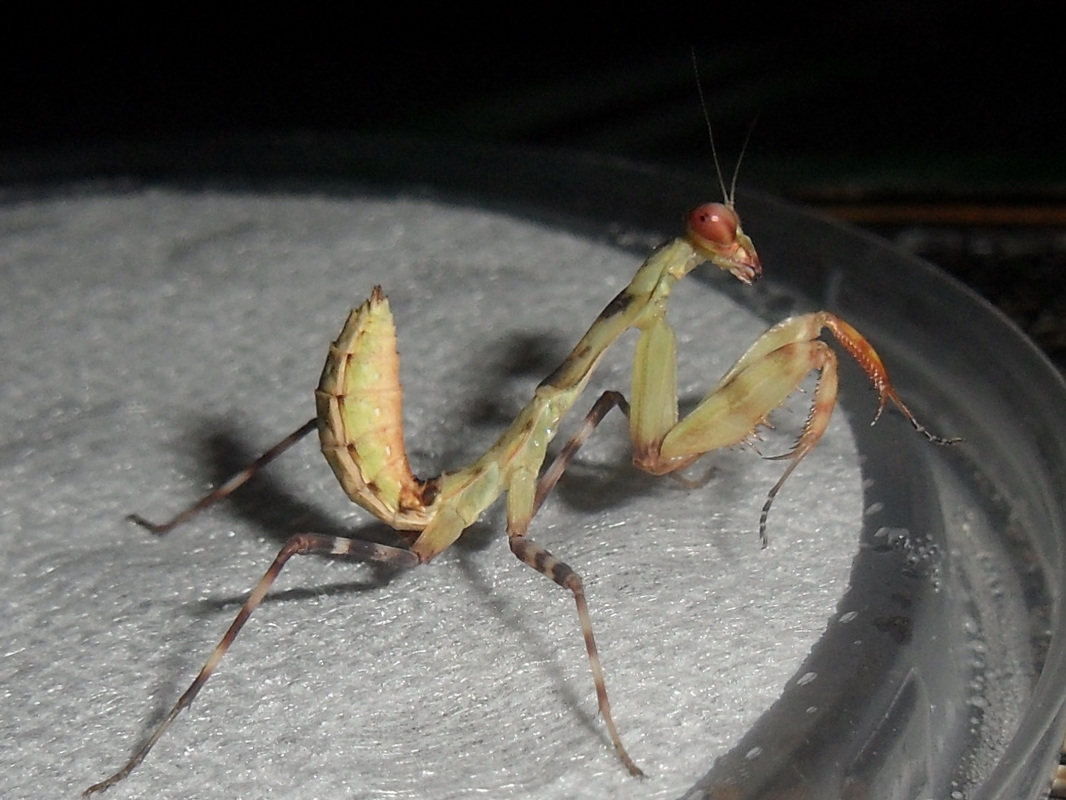